# Cún–Szaporca-holtágrendszer
A Cún–Szaporca-holtágrendszer a Dráva folyó legnagyobb egybefüggő, emellett szinte érintetlen, ezért természetvédelmi szempontból is a legjelentősebb, magyarországi holtágrendszere.

## Fekvése
A Cún–Szaporcai-holtágrendszer Magyarország és Horvátország közös államhatárának közvetlen közelében terül el Baranya vármegye déli részén, közigazgatásilag legnagyobbrészt az ormánsági Cún és Szaporca községek külterületén.

## Története
A Dráva folyó az Alpok hegyei közül kiérve, és a mai magyar-horvát határvidéket elérve lelassul, lomhán folydogáló vize a csekély lejtésű területen számos kanyarulatot alakított ki. Bár az elmúlt évszázadokban a folyót szabályozták is, az egykori kanyarulatok egy része az idők során természetes módon fűződött le a főágról, más részüket – így a Cún–Szaporca-holtágrendszert is – a szabályozások idején választották le a folyóról, a 19. században. Akad az egykori Dráva-holtágak között olyan is, amely ma már csak mocsaras élőhely, más holtágak vízfelülete még ma is jelentős.
A Cún–Szaporca-holtágrendszer több mint 10 kilométeres együttes hosszúságú, a hajdani élővízről leválasztott folyószakasz, ahol mára – a természetes elöregedésből adódóan – minden szukcessziós stádium megtalálható. Van olyan mederszakasz, mint például a Kisinci-tó, amelynek vízfelülete még ma is mintegy 2 kilométer hosszú és átlagosan 100 méter széles, más szakaszai elöregedő állapotot mutatnak. A vadvizes terület az emberi zavarásoktól mindig viszonylag érintetlen volt: ehhez köze volt annak is, hogy a 20. század második felének nagy részében határvédelem alatt álló, idegenek számára nemigen látogatható zóna volt a környék.
A holtágrendszer vízpótlásának javítását a 2010-es években kormányzati szinten is célul tűzték ki, az Ős-Dráva Program keretében.

## Részei
A holtágrendszer négy nagyobb tóegységből áll, ezek a Kisinci-tó, a Kishobogyi-tó, a Szilháti-tó és a Lanka-tó.

### A Kisinci-tó
A holtágrendszer legnagyobb egybefüggő egysége, 2 kilométeres hosszúsággal, 100 méteres átlagos szélességgel és 1 méteres átlagos mélységgel; területe 20 hektár. Vízmennyisége természetes úton szivárgással pótlódik, de a Dráva magas vízállása esetén egy zsilipen át a folyóból is be lehet vezetni a vizet a holtágba. Halgazdaságilag a kémesi horgászegyesület hasznosítja, bár a vízminőség halászati szempontból nem kedvező.

### A Kishobogyi-tó
1,2 kilométer hosszúságú, 50 méteres átlagos szélességű, fél méteres átlagos mélységű szakasz; területe 6 hektár. Vize természetes körülmények között felszín alatti szivárgással pótlódik, horgászatilag szórványosan hasznosítják.

### A Szilháti-tó
A holtágrendszer feliszapolódás és benövényesedés szempontjából leginkább elöregedett szakasza, a vízfelület hossza mindössze 800 méter, átlagos szélessége 80, mélysége fél méter.

### A Lanka-tó
A holtágrendszer legnyugatibb tava Cún területén, 1 kilométeres hosszúsággal, 40 méteres átlagos szélességgel és fél méteres átlagos mélységgel; területe 4 hektár; feliszapolódása és benövényesedettsége ennek a szakasznak is jelentős.

## Természetvédelmi jelentősége
A holtágrendszer területén számos értékes növénytársulás alakult ki, sok védett növényfajjal, de az ember számára sok helyütt járhatatlan terület kedvező élőhelyet kínál sok védett állatfaj számára is. A nádi énekesmadarak, récefélék és partimadarak nagy faj- és egyedszámban fordulnak itt elő, de él a területen rétisas és több más ragadozó madár; jelentős a terület vidraállománya, valamint sok gímszarvas, aranysakál és vaddisznó is él a holtágak környékén.

## Fejlesztése
A Cún–Szaporca-holtágrendszer vízellátásának javítása, vízpótlás útján a kormányzati célok között is felbukkant a 2010-es években, mint az Ős-Dráva Program egyik részegysége. Az elképzelés szerint a vízpótlásra azért van szükség, mert a holtág feltöltődése napjainkban is zajlik, a természetes vízutánpótlás nem elegendő a kialakult állapot fenntartásához, így pedig a vizes élőhelyek visszaszorulnak. Mindezeket a kedvezőtlen folyamatokat mesterséges beavatkozások is erősítették, ezért a szakemberek szerint halaszthatatlanná vált a holtág vízutánpótlása a nemkívánatos folyamat visszafordítása végett. A vízpótlást a Fekete-víz duzzasztásával valósítják meg, tápcsatornán keresztül. Bár a közel 600 millió forintos összköltségű projektet az eredeti előirányzatok szerint a Dél-dunántúli Vízügyi Igazgatóságnak 2014 végéig be kellett volna fejeznie, az Európai Unió által is támogatott beruházás egyelőre csúszik.